# Смерть Беніто Муссоліні
Смерть Беніто Муссоліні, скинутого італійського фашистського диктатора відбулася 28 квітня 1945 року, в останні дні Другої світової війни в Європі, коли він був страчений італійським партизаном у невеликому селі Джуліно-ді-Меццегра у Північній Італії. Загальновизнаною версією подій є те, що Муссоліні застрелив Вальтер Аудізіо, партизан-комуніст. Однак після закінчення війни обставини смерті Муссоліні та особа його ката були предметом постійних суперечок і суперечок в Італії.
У 1940 році Муссоліні ввів свою країну у Другу світову війну на боці Третього Рейху, але незабаром потерпів військову невдачу. До осені 1943 року він став лідером німецької маріонетки в Північній Італії і зіткнувся з наступом союзників з півдня та все більш жорстоким внутрішнім конфліктом з партизанами. У квітні 1945 р., коли союзники прорвали останню німецьку оборону в Північній Італії та загальне повстання партизанів, що охопило міста, становище Муссоліні стало нестерпним. 25 квітня він втік з Мілана, де він базувався, і попрямував до швейцарського кордону. Він і його коханка Кларетта Петаччі були схоплені 27 квітня місцевими партизанами поблизу села Донго на озері Комо. Муссоліні та Петаччі стратили наступного дня, за два дні до самогубства Адольфа Гітлера.
Тіла Муссоліні та Петаччі були доставлені в Мілан і залишені на приміській площі. Потім їх повісили догори ногами на металевій балці над СТО на площі. Спочатку Муссоліні був похований в безіменній могилі, але в 1946 році його тіло було викопано і викрадено фашистськими прихильниками. Через чотири місяці влада знайшла його, а потім приховувала його протягом наступних одинадцяти років. Зрештою, у 1957 році його останки було дозволено поховати в сімейному склепі Муссоліні в його рідному місті Предаппіо. Його могила стала місцем паломництва неофашистів, а річниця його смерті відзначається неофашистськими мітингами.
У післявоєнні роки «офіційна» версія смерті Муссоліні була поставлена під сумнів в Італії (але, загалом, не на міжнародному рівні) таким чином, що можна порівняти з теоріями змови про вбивство Джона Ф. Кеннеді. Деякі журналісти, політики та історики, сумніваючись у правдивості розповіді Аудізіо, висунули різноманітні теорії та припущення щодо того, як помер Муссоліні та хто був відповідальний. Принаймні дванадцять різних осіб у різний час вважалися вбивцями. Серед них Луїджі Лонго та Алессандро Пертіні, який згодом став генеральним секретарем Комуністичної партії Італії та президентом Італії відповідно. Деякі письменники вважають, що смерть Муссоліні була частиною операції британського спецназу, яка нібито мала на меті отримати скомпрометовані «таємні угоди» та листування з Вінстоном Черчіллем, яку Муссоліні нібито перевіз, коли був схоплений. Однак «офіційне» пояснення з Аудізіо, як ката Муссоліні залишається найбільш достовірним наративом.

Італійська Соціальна Республіка